# Малое Молочное
Малое Молочное — деревня в Буйском районе Костромской области. Входит в состав Центрального сельского поселения.

## География
Находится в западной части Костромской области на расстоянии менее 3 км на юго-запад по прямой от железнодорожного моста через Кострому в районном центре городе Буй на левом берегу Костромы.

## История
В 1872 году здесь (тогда деревня Молочново) было учтено 12 дворов, в 1907 году (уже Малое Молочное) — 33.

## Население
Постоянное население составляло 86 человек (1872 год), 33 (1897), 77 (1907), 19 в 2002 году (русские 100 %), 28 в 2022.